# Mateo 21

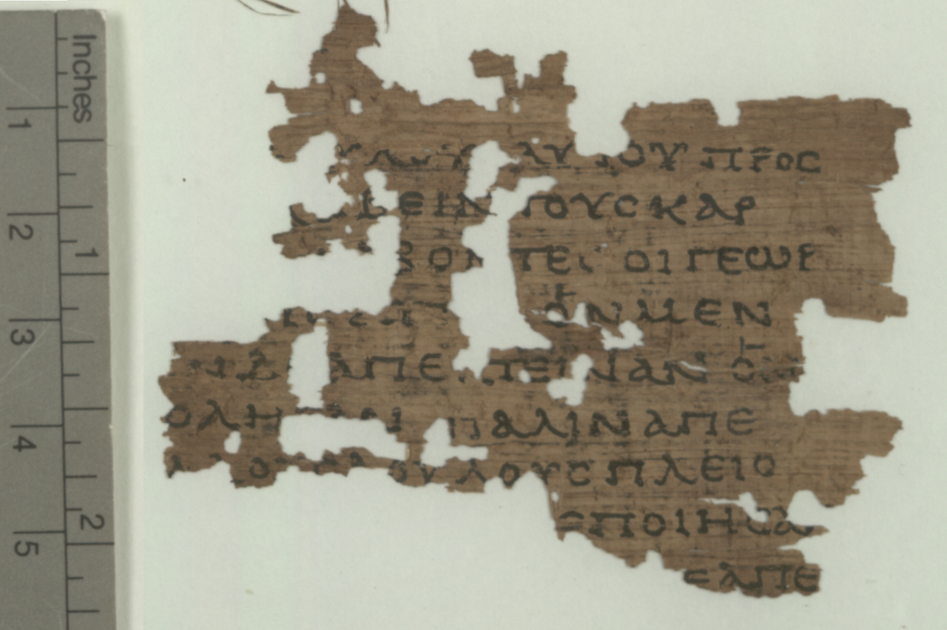
Evangelio de Mateo 21:34-37 en el lado recto del Papiro 104, de c. AD 250

Mateo 21 es el vigésimo primer capítulo del Evangelio de Mateo de la sección del Nuevo Testamento de la Biblia cristiana. Jesús triunfall o majestuoso llega a Jerusalén y comienza su último ministerio antes de su Pasión.

## Texto
.

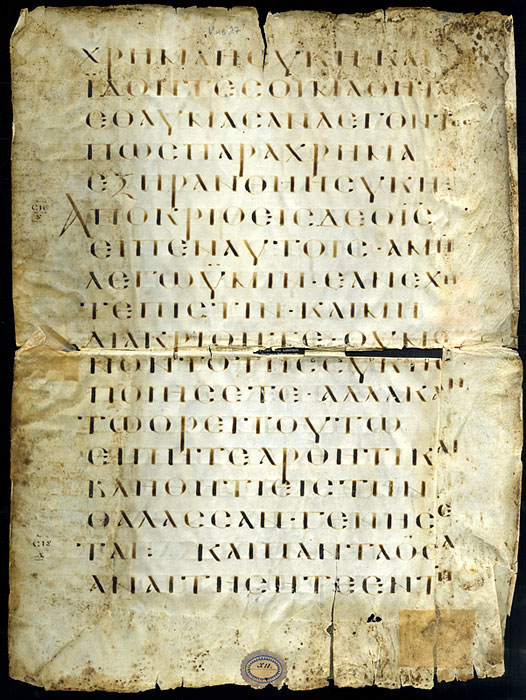
Mateo 21,19-24 en Uncial 087, siglo VI

El texto original fue escrito en Griego koiné. Este capítulo está dividido en 46 versículos.

### Testigos textuales
Algunos manuscritos antiguos que contienen el texto de este capítulo son:
- Papiro 104 (~250 d. C.; versículos 34-37, 43, 45 existentes)[1][2]
- Códice Vaticano (325-350)
- Codex Sinaiticus (330-360)
- Codex Bezae (c. 400)
- Codex Washingtonianus (c. 400)
- Codex Ephraemi Rescriptus (c. 450)
- Codex Purpureus Rossanensis (siglo VI)
- Codex Petropolitanus Purpureus (siglo VI; existen los versículos 7-34)
- Codex Sinopensis (siglo VI; se conservan los versículos 1-18)
- Uncial 087 (siglo VI; se conservan los versículos 19-24)

## Estructura
La narración puede dividirse en las siguientes subsecciones:
- Entrada triunfal en Jerusalén (21:1-11)
- Expulsión de los mercaderes del Templo (21:12-17)
- Maldición de la higuera (21:18-22)
- La autoridad de Jesús cuestionada (21:23-27)
- Parábola de los dos hijos (21:28-32)
- Parábola de los viñadores homicidas (21:33-46)